# Guitry, Coasta de Fildeș
Guitry este o comună din regiunea Lôh-Djiboua, Coasta de Fildeș.